# Giovanni Parisi
Giovanni Parisi   (Vibo Valentia, 1967. december 2. – Voghera, 2009. március 25.) olimpiai bajnok olasz ökölvívó.
Minden idők egyik legjobb olasz bokszolója 1988-ban szerzett olimpiai aranyérmet, majd a hivatásosok között könnyű- és kisváltósúlyban is világbajnok lett. Az olasz klasszis 41 évesen egy autóbalesetben vesztette életét.

## Amatőr eredményei
- 1988-ban olimpiai bajnok pehelysúlyban.

## Profi karrierje
- 1992 és 1993 között a WBO könnyűsúlyú világbajnoka.
- 1996 és 1998 között a WBO kisváltósúlyú világbajnoka.

47 mérkőzéséből 41-et nyert meg, 5-öt vesztett el és egy végződött döntetlennel.